# Rosån

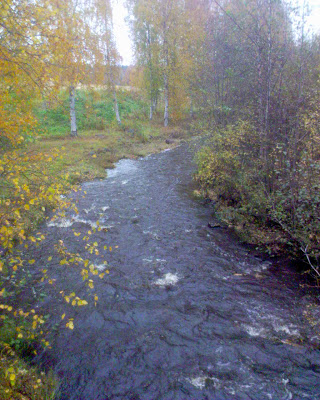
Rosån vid Hälleström 25/9 2007

För vattendraget i Ryssland med samma namn, se Rosån, Ryssland
Rosån, vattendrag i Norrbottens län, Luleå kommun och Piteå kommun. Längd cirka 30 km, avrinningsområde 197 km². Rosån rinner upp i Stor-Krokvattnet söder om Klöverträsk och strömmar först norrut, därpå åt sydost förbi Rosfors bruk och Hälleström ner till Rosvik. Ån har två nämnvärda biflöden, som båda kallas Lillån.
Trots att Rosåns avrinningsområde alltså inte uppnår 200 km², räknas det som ett av Sveriges 119 huvudavrinningsområden
. När dessa bestämdes, var mätmetoderna inte lika exakta som idag. (Även t ex Jävreån och Nianån är tveksamma utifrån den från första början definierade storleksgränsen). Se vidare Sveriges huvudavrinningsområden | SMHI